# To Kill a Mockingbird (opera teatrale)
To Kill a Mockingbird è un'opera teatrale scritta dal drammaturgo statunitense Aaron Sorkin e portata al debutto a New York nel 2018. La pièce è l'adattamento teatrale dell'omonimo romanzo di Harper Lee.

## Trama
Atticus Finch è un avvocato nell'Alabama degli anni 30 che si trova a difendere in tribunale l'afroamericano Tom Robinson, accusato ingiustamente di stupro.

## Genesi dell'opera
Nel febbraio del 2016 fu annunciato che Aaron Sorkin avrebbe adattato il celebre romanzo per le scene, in una nuova riduzione teatrale prodotta da Scott Rudin e diretta da Bartlett Sher. Tuttavia il progetto fu rallentato da diverse questioni legali, inclusa una causa da parte della "Lee Estate", che detiene i diritti d'autore dell'opera di Harper Lee. Nelle riduzione teatrale di Sorkin è Atticus, e non la figlia Scout, ad essere il protagonista e questo spinse la Lee Estate ad accusare Sorkin di essersi preso troppe libertà con la trama e aver stravolto il romanzo originale. La Lee Estate fece causa alla produzione presso una corte federale dell'Alabama.
Sorkin si è difeso affermando che i cambiamenti apportati alla trama e al personaggio servono per dare maggior dinamismo e introspezione psicologica ad Atticus: mentre la Lee Estate accusò Sorkin di aver reso Atticus meno dignitoso, il drammaturgo si è difeso affermando che i cambiamenti da lui apportanti non sminuisce né devia dallo spirito del romanzo. Dato che la causa intentata dalla Lee Estate avrebbe potuto danneggiare la messa in scena dell'opera Sorkin fece causa a sua volta per dieci milioni di dollari nell'aprile del 2018. Dopo che un accordo fu raggiunto dalle due parti, il 10 maggio 2018 la data della prima fu fissata per il 13 dicembre dello stesso anno allo Shubert Theatre di Broadway.

## Il debutto
Dopo 45 anteprime iniziate il 1 novembre del 2018, To Kill a Mockingbird ebbe la sua prima il 13 dicembre allo Shubert Theatre. Bartlett Sher curava la regia, mentre il cast era composto da Jeff Daniels (Atticus), Celia Keenan-Bolger (Scout), Will Pullen (Jem), Gideon Glick (Dill Harris), Fred Weller (Bob Ewell), Gbenga Akinnagbe (Tom Robinson), Stark Sands (Horace Gilmer), Dakin Matthews (John Taylor), Erin Wilhelmi (Mayella Ewell), Neal Huff (Link Deas), Danny Wolohan (Boo Radley) e LaTanya Richardson (Calpurnia).
Nonostante alcuni critici si lamentarono delle differenze con il romanzo originale, gran parte della critica statunitense accolse positivamente l'adattamento. Particolarmente positive furono le recensioni del New York Times e il Los Angeles Times. La pièce si è rivelata un enorme successo di pubblico: biglietti per un valore di ventidue milioni di dollari furono venduti prima ancora della che il dramma avesse la sua prima e nella settimana dopo il debutto To Kill a Mockingbird incassò al botteghino la cifra record di un milione e mezzo di dollari.
La pièce ottenne nove candidature ai Tony Award e Celia Keenan-Bolger vinse il Tony Award alla migliore attrice non protagonista per la sua interpretazione nel ruolo di Scout; l'attrice ha vinto anche il Drama Desk Award e l'Outer Critics Circle Award nella stessa categoria. Prima della chiusura forzata causa dalla pandemia di COVID-19 il 15 marzo del 2020, To Kill a Mockingbird era rimasto in cartellone allo Shubert Theatre per 517 rappresentazioni. Nel corso delle rappresentazioni il cast originale fu rimpiazzato da Ed Harris (Atticus), Nick Robinson e Hunter Parrish (Jem), Taylor Trensch (Dill Harris), Kyle Scatliffe (Tom Robertson), Manoel Felciano e Zachary Booth (Horace), Eliza Scanlen (Mayella), Russell Harvard (Link) e LisaGay Hamilton (Calpurnia).

## Riconoscimenti
- Tony Award (2019)[11]
  - Miglior attrice non protagonista in un'opera teatrale per Celia Keenan-Bolger
  - Candidatura per il miglior attore protagonista in un'opera teatrale per Jeff Daniels
  - Candidatura per il miglior attore non protagonista in un'opera teatrale per Gideon Glick
  - Candidatura per la migliore colonna sonora originale per Adam Guettel
  - Candidatura per la miglior regia di un'opera teatrale per Bartlett Sher
  - Candidatura per la miglior scenografia di un'opera teatrale per Miriam Buether
  - Candidatura per i migliori costumi di un'opera teatrale per Ann Roth
  - Candidatura per il miglior lighting design di un'opera teatrale per Jennifer Tipton
  - Candidatura per il miglior sound design di un'opera teatrale per Scott Lehrer
- Drama Desk Award (2019)[12]
  - Migliore attrice non protagonista in un'opera teatrale per Celia Keenan-Bolger
- Drama League Award (2019)[13]
  - Candidatura per la migliore opera teatrale a Broadway o nell'Off-Broadway
  - Candidatura per la miglior performance in un'opera teatrale per Jeff Daniels
  - Candidatura per la miglior performance in un'opera teatrale per Celia Keenan-Bolger
- Outer Critics Circle Award (2019)[14]
  - Migliore attrice non protagonista in un'opera teatrale per Celia Keenan-Bolger
  - Candidatura per la migliore opera teatrale
  - Candidatura per la miglior regia di un'opera teatrale per Bartlett Sher
- Premio Laurence Olivier (2023)[15]
  - Candidatura per la migliore nuova opera teatrale
  - Candidatura per il miglior attore per Rafe Spall
  - Candidatura per il miglior attore non protagonista per David Moorst
  - Candidatura per la miglior attrice non protagonista per Pamela Nomvete
  - Candidatura per la miglior regia per Bartlett Sher
  - Candidatura per la miglior scenografia per Miriam Buether